# Addicted to the Game Part 5
Addicted to the Game Part 5 – piąty mixtape z serii "Addicted to the Game", tym razem powstałym w wyniku współpracy amerykańskiego rapera, Big Mike’a, i producenta z Larsiny, DJ-a Thoro. Na okładce można zobaczyć Lila Wayne’a, a za nim Cassidy’ego i Jadakissa.

## Lista utworów
| #  | Tytuł                              | Występujący                                | Czas |
| -- | ---------------------------------- | ------------------------------------------ | ---- |
| 1  | "DJ’s Are In Danger Intro"         | Big Mike, DJ Thoro                         | 0:14 |
| 2  | "Death Of (Dissin' Lil Wayne)"     | Cassidy                                    | 1:10 |
| 3  | "I Don’t Give A Fuck"              | Cassidy                                    | 2:32 |
| 4  | "Pistolvania"                      | Cassidy, Larceny, Peedi Crack              | 4:05 |
| 5  | "Phantom Sessions"                 | Styles P                                   | 1:17 |
| 6  | "Heard That Before"                | Sheek Louch                                | 3:03 |
| 7  | "One Man"                          | Jadakiss                                   | 0:55 |
| 8  | "Sour Diesel"                      | Styles P, NORE                             | 2:57 |
| 9  | "Come See It & Jones Is Here"      | Jim Jones                                  | 2:04 |
| 10 | "I Get Money"                      | 50 Cent                                    | 3:14 |
| 11 | "She Wants It"                     | 50 Cent, Justin Timberlake                 | 3:12 |
| 12 | "Bang It Out"                      | Papoose, Snoop Dogg                        | 3:43 |
| 13 | "Do Anything For You"              | Moxberg                                    | 3:31 |
| 14 | "Pushaman Freestyle"               | Remo Da Rapstar                            | 2:13 |
| 15 | "Fresh Out"                        | Lil’ Boosie                                | 4:37 |
| 16 | "Wipe Me Down Remix"               | Lil’ Boosie, Jadakiss, Fat Joe, Jim Jones  | 4:41 |
| 17 | "A Bay Bay Remix"                  | Hurricane Chris, Jadakiss, Jim Jones, Baby | 4:08 |
| 18 | "Pop Bottles"                      | Baby, Lil Wayne                            | 3:26 |
| 19 | "My House"                         | Currency, Lil Wayne                        | 2:51 |
| 20 | "White Horse"                      | Lil Wayne                                  | 1:01 |
| 21 | "Freaky Girl Remix"                | Gucci Mane, Ludacris                       | 3:49 |
| 22 | "What Kind Of King (Dissin' T.I.)" | Gucci Mane                                 | 3:58 |
| 23 | "Exclusive"                        | Raekwon, Ice Water                         | 3:23 |
| 24 | "Freestyle"                        | Rawdoggz, Block McCloud                    | 2:51 |
| 25 | "Freestyle"                        | O.Z.                                       | 1:46 |